# Ayran

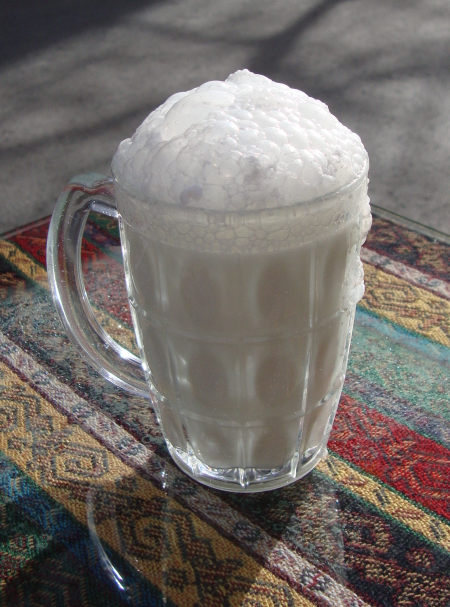
Ayran fresco y espumado en Estambul.

El ayran es una bebida elaborada a base de yogur, agua, sal y menta. El yogur utilizado proviene de leche de oveja y tiene una textura espesa, es sabroso y ligeramente ácido, y en ocasiones, mediante el uso añadido de unas cuantas gotas de zumo de limón.
Es muy popular en Turquía y otros pueblos túrquicos, Armenia, los Balcanes, y los árabes, asirios y kurdos del Levante.
Su consumo esta recomendado junto con la comida picante, dado el carácter disolvente de la grasa del yogur sobre la capsaicina que es liposoluble.

## Elaboración
Su elaboración básica es muy sencilla, y consiste en licuar los ingredientes y añadirles hielo para consumir el ayran frío. Se utiliza como acompañamiento en las comidas.

## Variaciones

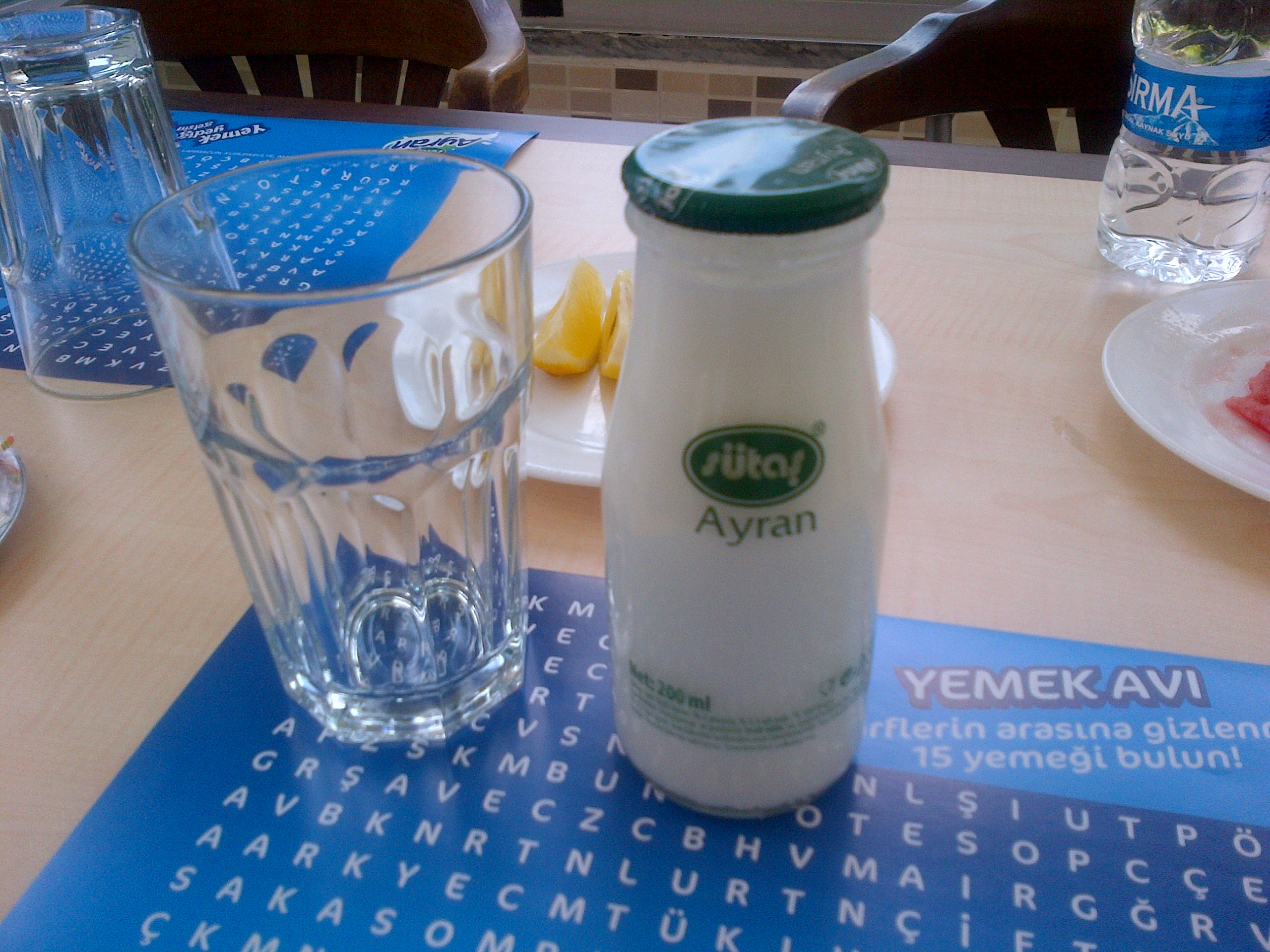
Ayran embotellado.

Esta bebida tiene diversas versiones que se toman por toda Asia Occidental y Meridional con diferentes nombres.

### Doogh
El doogh es una variante del ayran. Es popular en Irán, Líbano, Siria, Afganistán y los Balcanes. En su elaboración se mezclan los ingredientes y se emulsionan durante un tiempo prolongado para obtener un preparado espumoso.